# 鮮于丹
鮮于丹（？—？），東吳將領。曾隨呂蒙攻取荊南三郡，後參加了夷陵之戰。

## 正史
建安十九年（214年），劉備平定蜀中。孫權認為劉備已經得了益州，命令諸葛瑾前去索求荊州諸郡。劉備以取得涼州後才會交給東吳為由拒決。孫權於是自行任命長沙、零陵、桂陽3郡官吏前去接收，卻被鎮守荊州的關羽逐回，孫權大怒，立即任命呂蒙統督鮮于丹、徐忠、孫規等部率兵進取三郡。
黃武元年（222年），劉備率大軍來向西界，孫權任命陸遜為大都督、假節，率五萬大軍及朱然、潘璋、宋謙、韓當、徐盛、鮮于丹、孫桓等戰將拒之。
黄武二年（公元223年），孙权下令贺齐总督糜芳、鲜于丹、刘邵等将领出其不意突然袭击叛归魏国的蕲春太守晋宗，最终获胜，晋宗被生擒。
黄武五年（公元226年），孙权进攻魏国江夏太守文聘所领的江夏郡石阳县，当时吴国的领江夏太守孙奂则先派鲜于丹领兵五千阻断淮道，孙奂自己率领吴硕、张梁等五千人为前锋攻降高城并俘虏三员魏国将领。

## 三國演義
在《三國演義》以淳于丹之名登場，孫權拜陸遜為大都督以抗劉備，諸将請命，遜皆退不用，使淳于丹出戰以探敵營。丹於黄昏時分，领兵前進，到蜀寨時，業已三更。蜀漢傅彤引軍殺出，挺槍直取淳于丹，丹不敵，策馬便回。忽喊聲大震，一彪軍拦住去路：为首大将赵融。丹夺路而走，折兵大半，正走之间，山后一彪蛮兵拦住：为首番将沙摩柯。丹死战得脱，背后三路军赶来。比及离营五里，吴军徐盛、丁奉二人两下杀来，蜀兵退去，救淳于丹回营。